# Family of the Year
Family of the Year é uma banda norte-americana de indie rock proveniente de Los Angeles, na Califórnia, e que tem como membros Joseph Keefe (voz e guitarra), Sebastian Keefe (bateria e voz), James Buckey (guitarra e voz) e Christina Schroeter (teclado e voz). A sua música usa harmonias vocais masculinas/femininas melodiosas e letras de estilo folclórico e narrativo. Eles são mais conhecidos pelo seu sucesso nas tabelas de música internacionais "Hero", que esteve nos 10 primeiros lugares na Áustria, na Bélgica, na Alemanha e na Suíça e que foi usado no filme Boyhood.

## Discografia
- Songbook (2009)
- Loma Vista (2012)